# Elaeocarpus rutengii
Elaeocarpus rutengii là một loài thực vật có hoa trong họ Côm. Loài này được Weibel mô tả khoa học đầu tiên năm 1980.